# Бібліотеки Луганської області
Список бібліотек та бібліотечних систем районів Луганської області. Станом на 2020 рік в області функціонує 297 бібліотек сфери управління Міністерства культури. Частина бібліотек регіону залишається на окупованій російськими військами території та не має можливості працювати за законодавством України. Наприкінці 2015 року була переміщена у місто Старобільськ та відновила свою роботу головна бібліотека регіону — Обласна універсальна бібліотека ім. О. М. Горького. Відновили свою роботу наукові бібліотеки евакуйованих з окупованої території освітніх закладів: бібліотека Луганського національного університету ім. Тараса Шевченка в Старобільську, бібліотека Східноукраїнського національного університету імені В. Даля у Сєвєродонецьку, бібліотека ДонДТУ у Лисичанську. 260 бібліотек Луганщини із всією матеріальною базою та бібліотечними фондами залишись на тимчасово окупованій території.

## Бібліотеки Луганська

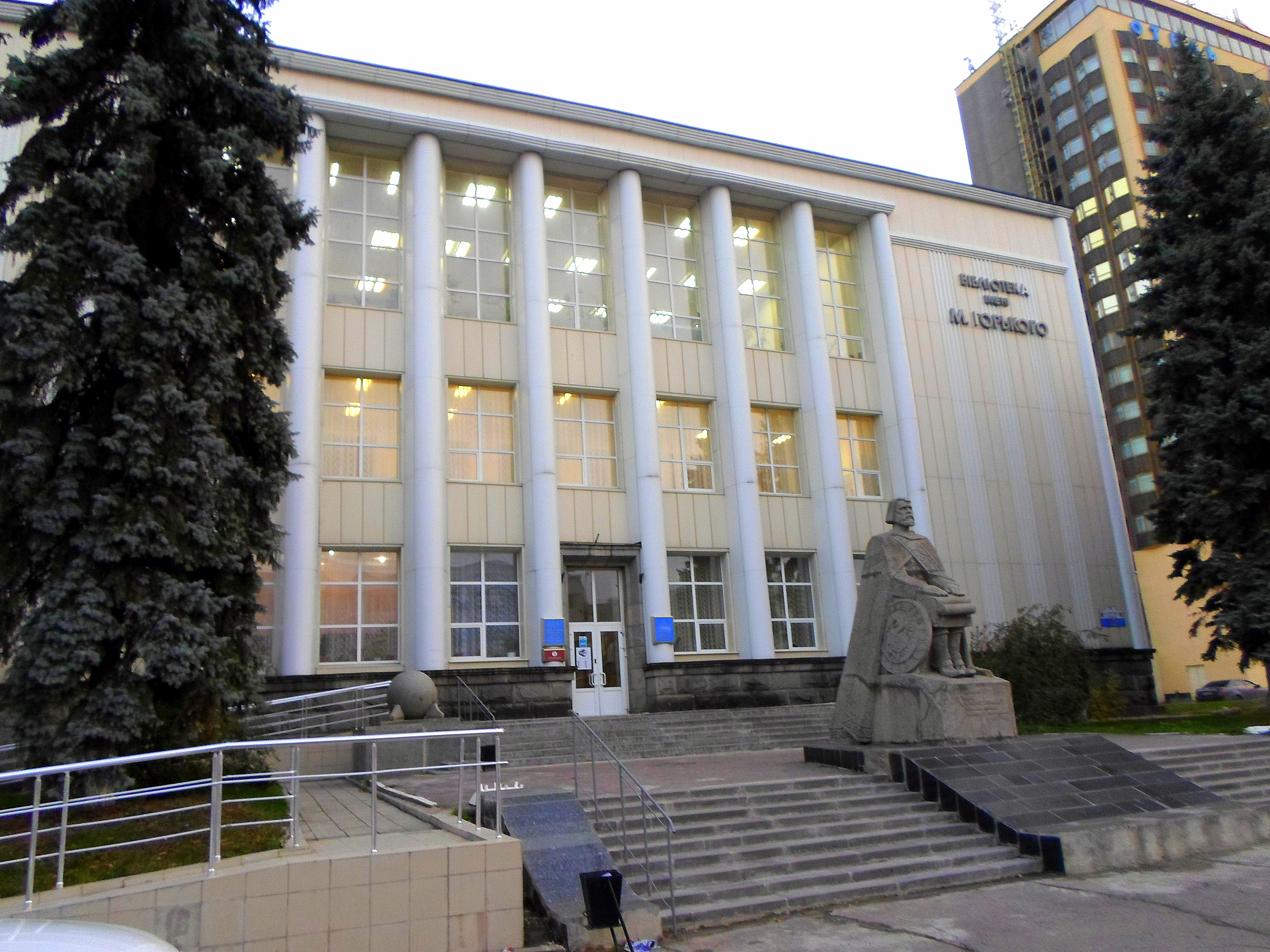
Луганська обласна бібліотека, 2013 рік

- Луганська обласна універсальна наукова бібліотека
- Луганська обласна бібліотека для юнацтва
- Канадсько-українська бібліотека в Луганську

Освітніх закладів
- Наукова бібліотека Східноукраїнського національного університету імені В. Даля
- Бібліотека Луганського національного університету імені Т. Г. Шевченка
- Бібліотека Луганського державного медичного університету
- Бібліотека Луганського національного аграрного університету
- Бібліотека Луганського державного університету внутрішніх справ України імені Е. Дідоренка
- Бібліотека Луганської державної академії культури й мистецтв

## Публічні бібліотеки області

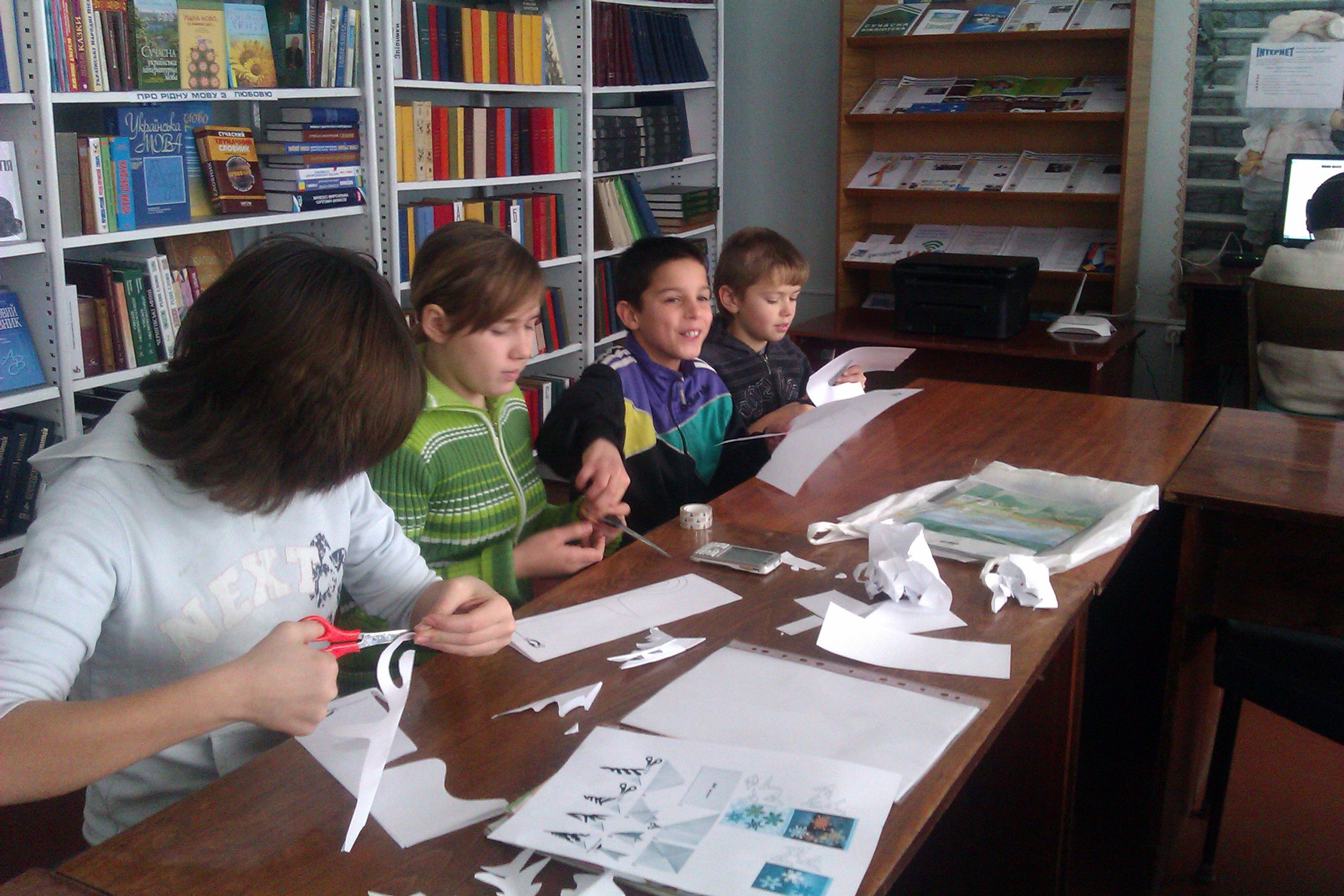
Старобільска дитячо-юнацька бібліотека

- Комунальна установа «ЦБС Біловодського району Луганської області
  - Центральна районна бібліотека Біловодського району
  - 18 бібліотек-філій
- Комунальний заклад «Публічна бібліотека Білокуракинської СТГ»
  - центральна районна бібліотека
  - 16 бібліотек-філій
- Білокуракинська ЦБС (6 бібліотек-філій)
- Лозно-Олександрівська бібліотека
  - Мирненська бібліотека-філія №1
  - Солідарненська бібліотека-філія №2
  - Гладківська бібліотека-філія №3
- Комунальна установа «Кремінська РЦБС»
  - центральна районна бібліотека
  - районна бібліотека для дітей
  - 19 бібліотек-філій
- Комунальний заклад «Красноріченський народний дім»
  - 6 бібліотек-філій Кремінського району
- Марківська ЦБС
  - центральна районна бібліотека
  - районна бібліотека для дітей
  - 13 сільських бібліотек-філій
- Міловська ЦБС
  - центральна районна бібліотека
  - 15 сільських бібліотек-філій
- Комунальний заклад «Новоайдарська районна бібліотека»
  - 22 сільських бібліотек Новоайдарського району
  - 2 міські бібліотеки міста Щастя
- Комунальний заклад «Новопсковська ЦБС»
  - центральна районна бібліотека
  - районна бібліотека для дітей
  - 25 сільських бібліотек-філій
- Попаснянська РЦБС
  - центральна районна бібліотека
  - районна бібліотека для дітей
  - 19 бібліотек-філій
- Комунальний заклад «Сватівська РЦБС»
- Нижньодуванська бібліотека
- Новочервоненська сільська бібліотека
- Комунальний заклад «Станично-Луганська РЦБС»
  - до складу ЦБС входять: Центральна районна бібліотека, районна дитяча бібліотека, 4 селищних бібліотеки та 24 сільських бібліотек
- Старобільська РЦБС
  - центральна районна бібліотека
  - районна бібліотека для дітей
  - дитячо-юнацька бібліотека-філія та 20 сільських бібліотек-філій
- Центр культури і дозвілля Чмирівської сільської ради
  - Бутівська бібліотека
  - Вишневська бібліотека
  - Чмирівська бібліотека
- Комунальна установа «Бібліотека-інформаційний центр інтелектуального та творчого розвитку» (смт.Троїцьке)
  - центральна бібліотека
  - дитяча бібліотека, селищна бібліотека та 17 сільських бібліотек-філій
  - Троїцька ЦБС (6 сільських бібліотек)
- Комунальний заклад "Лисичанська централізована бібліотечна система"
  - Лисичанська міська бібліотека, бібліотека для дітей та 8 бібліотекфілій
- ЦБС Рубіжанської міської ради
  - центральна міська бібліотека
  - центральна дитяча бібліотека та 2 бібліотеки-філії
- Комунальний заклад «Сєвєродонецька міська публічна бібліотека» та філія у смт Борівське
- Комунальний заклад «Сєвєродонецька міська бібліотека для дітей» та філія у смт Сиротине
- Комунальний заклад «Сєвєродонецька міська бібліотека для юнацтва ім. Й. Б. Курлата»
- Комунальний заклад «Сєвєродонецький міський Палац культури»

### На окупованих територіях
- Лутугинський районний комунальний заклад «Централізована бібліотечна система» (центральна районна бібліотека, центральна районна бібліотека для дітей та 24 бібліотеки-філії)
- Комунальний заклад «Алчевська централізована бібліотечна система» ( 6 бібліотек)
- Кіровська міська ЦБС (Центральна міська, міська для дітей та 2 бібліотеки-філії)
- Комунальна установа «Централізована бібліотечна система» Слов'яносербської районної ради
- Брянківська міська ЦБС (центральна міська бібліотека, центральна бібліотека для дітей та 2 бібліотеки-філії)
- Краснолуцька міська ЦБС (центральна міська бібліотека, 2 міських бібліотеки для дітей, 6 бібліотек-філій)
- Луганська ЦБС для дорослих (центральна міська бібліотека для дітей та 6 бібліотек-філій)
- Ровенківська ЦБС (Центральна міська бібліотека, центральна бібліотека для дітей та 15 бібліотек-філій)
- Свердловська міська ЦБС (Центральна міська бібліотека та 3 бібліотеки-філії), також на території району зареєстровано 16 сільських та селищних бібліотек
- Стаханівська міська ЦБС (центральна міська бібліотека для дорослих, центральна міська бібліотека для дітей та 6 бібліотек-філій)
- Антрацитівська міська ЦБС (Центральна міська бібліотека), також 25 сільських та селищних бібліотек
- Комунальна загальнодоступна бібліотека Олександрівська
- Бібліотеки Перевальського району

## Інші бібліотеки
- Бібліотека Донбаського державного технічного університету у м. Алчевськ